# Gare de Vénissieux (metrostation)
Gare de Vénissieux is een metrostation en eindpunt van lijn D van de metro van Lyon, in de Franse plaats Vénissieux, een voorstad van Lyon. Het station bestaat uit twee zijperrons langs de sporen. Dicht bij dit station bevindt zich het depot ateliers du Thioley.
Het metrostation ligt in de nabijheid van het spoorwegstation Vénissieux en sinds 2009 kan er ook over worden gestapt op lijn 4 van de tram van Lyon. Een bijkomende tramlijn T10 wordt aangelegd met het station als terminus en zou in 2026 in gebruik genomen worden.